# Balistes
Balistes è un genere di pesci ossei marini appartenente alla famiglia Balistidae.

## Distribuzione e habitat
Le specie sono presenti in tutti mari e gli oceani tropicali e subtropicali, spesso sono legati all'ambiente corallino. Nel mar Mediterraneo è comune la specie B. capriscus.

## Specie
- Balistes capriscus
- Balistes ellioti
- Balistes polylepis
- Balistes punctatus
- Balistes rotundatus
- Balistes vetula
- Balistes willughbeii[1]